# Amphoe Tha Li
Amphoe Tha Li (Thai: อำเภอ ท่าลี่, Aussprache: ʔāmpʰɤ̄ː tʰâː lîː) ist ein Landkreis (Amphoe – Verwaltungs-Distrikt) in der  Provinz Loei. Die Provinz Loei liegt im westlichen Teil der Nordostregion von Thailand, dem so genannten Isan.

## Geographie
Benachbarte Landkreise und Gebiete sind (von Nordosten im Uhrzeigersinn): die Amphoe Chiang Khan, Mueang Loei und Phu Ruea in der Provinz Loei. Nach Nordwesten liegt die Provinz Sayaburi von Laos.

## Verwaltung

### Provinzverwaltung
Der Landkreis Tha Li ist in sechs Tambon („Unterbezirke“ oder „Gemeinden“) eingeteilt, die sich weiter in 41 Muban („Dörfer“) unterteilen.
| Nr. | Name      | Thai   | Muban | Einw. |
| --- | --------- | ------ | ----- | ----- |
| 01. | Tha Li    | ท่าลี่    | 09    | 6.050 |
| 02. | Nong Phue | หนองผือ | 10    | 6.983 |
| 03. | A Hi      | อาฮี    | 06    | 4.594 |
| 04. | Nam Khaem | น้ำแคม  | 06    | 5.281 |
| 05. | Khok Yai  | โคกใหญ่ | 05    | 3.141 |
| 06. | Nam Thun  | น้ำทูน   | 05    | 1.681 |

### Lokalverwaltung
Es gibt eine Kommune mit „Kleinstadt“-Status (Thesaban Tambon) im Landkreis:
- Tha Li (Thai: เทศบาลตำบลท่าลี่) bestehend aus Teilen des Tambon Tha Li.

Außerdem gibt es fünf „Tambon-Verwaltungsorganisationen“ (องค์การบริหารส่วนตำบล – Tambon Administrative Organizations, TAO):
- Tha Li (Thai: องค์การบริหารส่วนตำบลท่าลี่) bestehend aus Teilen des Tambon Tha Li.
- Nong Phue (Thai: องค์การบริหารส่วนตำบลหนองผือ) bestehend aus dem kompletten Tambon Nong Phue.
- A Hi (Thai: องค์การบริหารส่วนตำบลอาฮี) bestehend aus den kompletten Tambon A Hi, Nam Thun.
- Nam Khaem (Thai: องค์การบริหารส่วนตำบลน้ำแคม) bestehend aus dem kompletten Tambon Nam Khaem.
- Khok Yai (Thai: องค์การบริหารส่วนตำบลโคกใหญ่) bestehend aus dem kompletten Tambon Khok Yai.